# Henfield

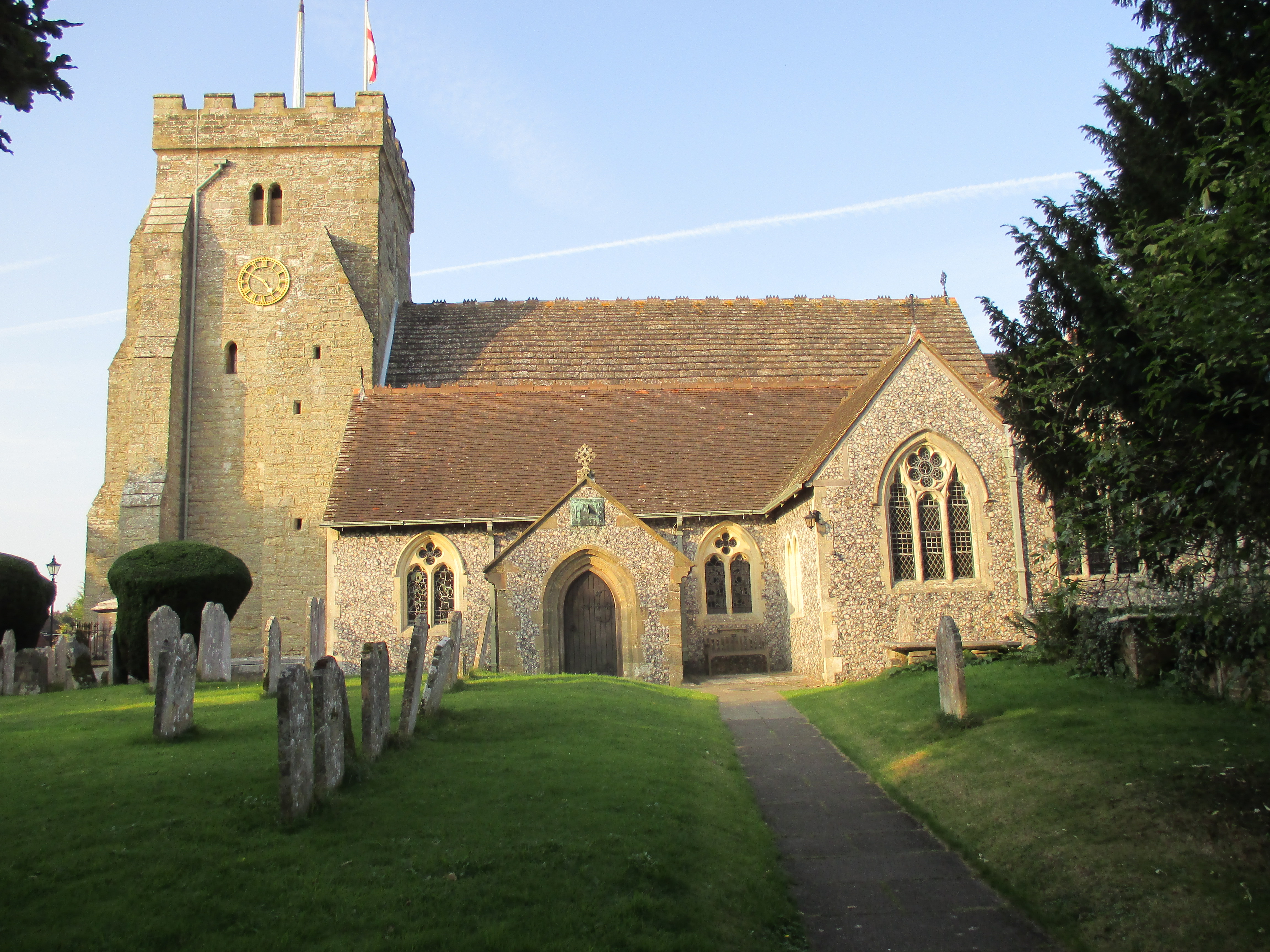
St. Peter’s Church

Henfield ist ein Dorf und eine Gemeinde (Civil Parish) im Horsham District in West Sussex, England. Es liegt etwa 18 Kilometer nordwestlich des bekannten Seebades Brighton. Westlich des Dorfes vereinen sich der Western Adur und der Eastern Adur zum Fluss Adur, der bei Shoreham-by-Sea in den Ärmelkanal mündet.

## Kommunale Einrichtungen
Als eine der größten Dorfgemeinschaften im Distrikt Horsham besitzt Henfield ein historisches und attraktives Zentrum. Es besitzt ein modernes, stark frequentiertes Rathaus, ein Freizeitzentrum mit Sportangeboten, die St. Peter’s Church aus dem 13. Jahrhundert, alte Pubs und viele, teils alte, Häuser in Privatbesitz.
Im südlichen Gemeindegebiet befindet sich Woods Mill, eine wiederhergestellte Sägemühle, in der sich heute das Hauptquartier des Sussex Wildlife Trust befindet. Der Sussex Wildlife Trust unterhält in unmittelbarer Nähe der Sägemühle einen Waldpfad.

## Sport und Vereinsleben
Henfield beheimatet einen der ältesten Cricketclubs der Welt, der im Jahre 1771 gegründet wurde. Zudem ist die regionale Pfadfindergruppe, gegründet im Jahre 1907, eine der ältesten des Landes.

## Cat House

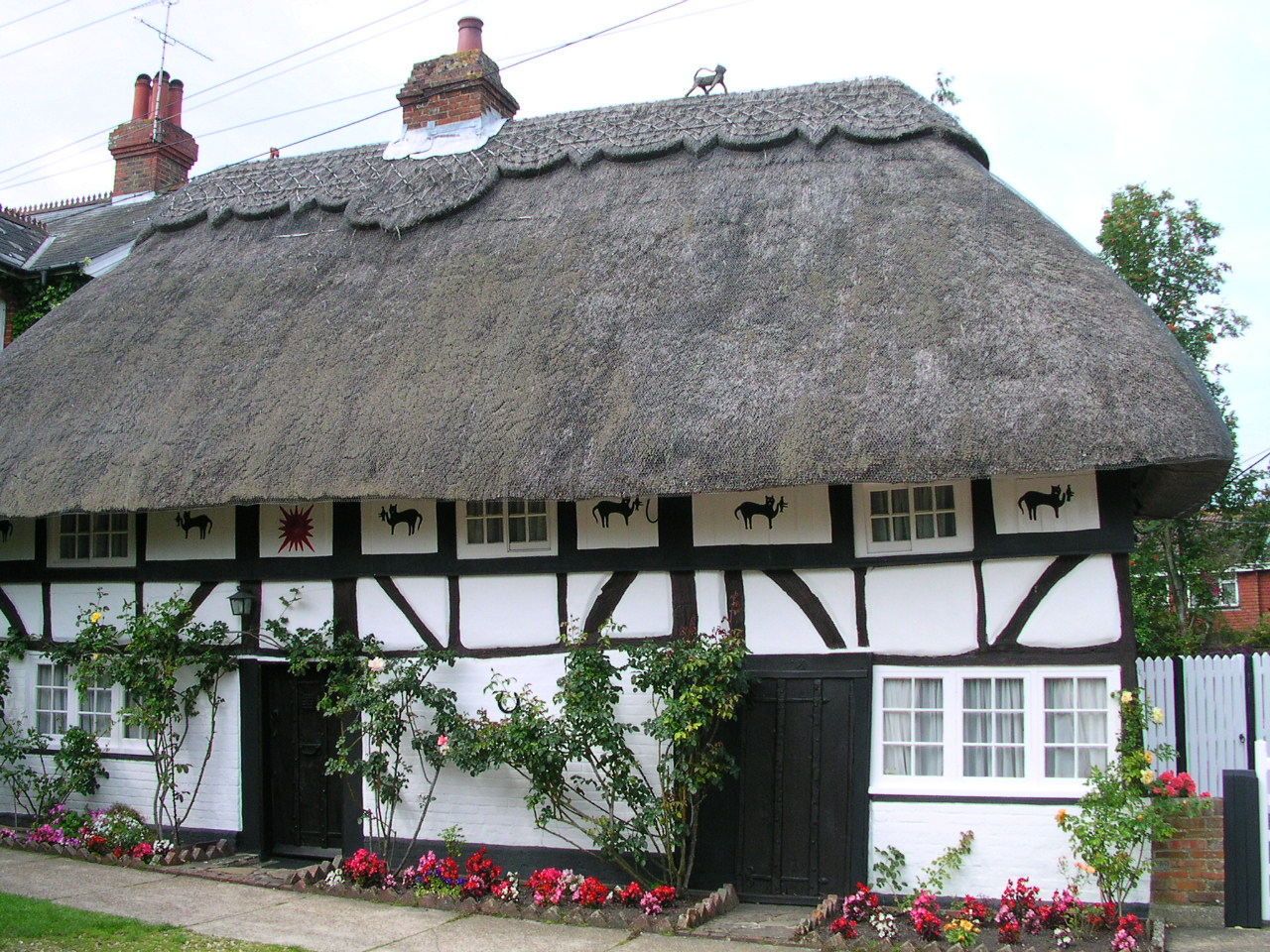
Das „Cat House“

Das Cat House befindet sich bei Pinchnose Green (dt. etwa Nasenzwicker Grün), dessen Name vermutlich in Anlehnung an die starken Geruchsbelästigungen, die eine hier beheimatete Gerberei verursachte, gewählt wurde. Der Legende nach gehörte das Cat House einst George Ward, der einen Kanarienvogel besaß. Dieser Vogel wurde von einer Katze getötet, die dem anglikanischen Geistlichen Nathaniel Woodard gehörte. Durch diesen Verlust schwer getroffen, bemalte Ward sein Haus mit Bildern einer Katze, die einen Vogel gefangen hat, sodass der Geistliche auf seinem Weg zur Kirche stets an den Vorfall erinnert wurde.